# Anisozyga muscosa
Anisozyga muscosa är en fjärilsart som beskrevs av W. Warren 1897. Anisozyga muscosa ingår i släktet Anisozyga och familjen mätare. Inga underarter finns listade i Catalogue of Life.